# Hayato Chiba
Hayato Chiba (* 18. Januar 1982 in Kurume; japanisch 千葉 逸人) ist ein japanischer Mathematiker und Professor am Forschungsinstitut für Materialwissenschaften der Universität Tōhoku. Er befasst sich vornehmlich mit der Theorie dynamischer Systeme, insbesondere Bifurkationstheorie, und bewies 2015 in diesem Zuge die Kuramoto-Vermutung über unendlichdimensionale gewöhnliche Differentialgleichungen mit chaotischem Verhalten. Er promovierte in Informatik an der Universität Kyōto.

## Leben
Chiba studierte an der Fakultät für Ingenieurwissenschaften der Universität Kyōto, wo er 2005 einen Abschluss erlangte. Bis 2009 promovierte er in den Bereichen analytische Mechanik und nichtlineare Differentialgleichungen, ebenfalls an der Universität Kyōto.
Bereits im dritten Jahr seiner Studienzeit veröffentlichte Chiba bei Pleiades Publishing ein Lehrbuch für Hochschulmathematik mit einem ingenieurwissenschaftlichen Zugang. Es folgte ein Lehrbuch über Vektorgeometrie, ebenfalls während der Studienzeit in Kyōto.
Ab 2013 arbeitete er in der Forschungseinrichtung „Mathematics for Industry“ der Kyūshū-Universität als außerordentlicher Professor. 2017 trat er in einer populärwissenschaftlichen Fernsehsendung, moderiert von Naoki Matayoshi, als Experte auf.
2019 folgte er einem Ruf an die Universität Tōhoku, wo er zurzeit (2022) als Professor für Mathematik tätig ist.

## Publikationen
- これならわかる工学部で学ぶ数学』Pleiades Publishing, ISBN 4-7687-0862-5, 2004 sowie eine erneuerte zweite Auflage, ISBN 978-4-7687-0882-8, 2006 und eine dritte, ISBN 978-4-903814-19-3, 2009.
- ベクトル解析からの幾何学入門 , Gensuugakusha, ISBN 978-4-7687-0380-9, 2007 mit Neuauflage, ISBN 978-4-7687-0466-0, 2017.